# シャルロッテ (小惑星)
シャルロッテ (543 Charlotte) は小惑星帯の小惑星である。
パウル・ゲッツによってハイデルベルクで発見された。発見者の友人に因んで名付けられたとされる。